# تالار شهر (فیلم ۱۹۹۶)
تالار شهر (به انگلیسی: City Hall) فیلمی محصول ۱۹۹۶ ایالات متحدهٔ آمریکا به کارگردانی هارولد بِکِر است.

## بازیگران
| آل پاچینو    |
| بریجیت فوندا |
| جان کیوسک    |

## خلاصهٔ داستان
فیلم دربارهٔ اتفاقات بعد از کشته شدن پسری کوچک است که در میانهٔ جدال بین پلیس و فروشندهٔ مواد، به ضرب گلوله‌ای جان می‌دهد.

## حاشیه
بعد از هفت سال، این فیلم دومین همکاری هارولد بِکِر (کارگردان) و آل پاچینو بود.
این دو، پیش از آن، در دریای عشق با هم همکاری داشتند.
به رغم هزینهٔ چهل میلیون دلاری برای ساخت این فیلم، تنها بیست میلیون دلار از محل فروش در گیشه عاید سرمایه‌گذارانِ آن شد.